# Olympische Sommerspiele 1996/Teilnehmer (Vereinigte Arabische Emirate)
| Gelbes Symbol für Goldmedaillen mit stilisierten Olympischen Ringen | Graues Symbol für Silbermedaillen mit stilisierten Olympischen Ringen | Braundes Symbol für Bronzemedaillen mit stilisierten Olympischen Ringen |
| ------------------------------------------------------------------- | --------------------------------------------------------------------- | ----------------------------------------------------------------------- |
| —                                                                   | —                                                                     | —                                                                       |

Die Vereinigten Arabischen Emirate nahmen an den Olympischen Sommerspielen 1996 in Atlanta, USA, mit einer Delegation von vier Sportler (allesamt Männer) teil.

## Teilnehmer nach Sportarten

### Leichtathletik
- Mohamed Al-Aswad
200 Meter: Vorläufe

### Radsport
- Ali Darwisch
Straßenrennen: DNF

### Schießen
- Nabil Abdul Tahlak
Luftgewehr: 43. Platz

### Schwimmen
- Khuwaiter Al-Dhaheri
100 Meter Freistil: 60. Platz